# Список главных тренеров, выигравших упразднённые клубные турниры КОНМЕБОЛ (1988—2001)
Ниже представлены списки главных тренеров, выигравших упразднённые турниры под эгидой Конфедерации футбола Южной Америки (КОНМЕБОЛ) за период с 1988 по 2001 год.
В число этих турниров вошли:
- Суперкубок Либертадорес (он же Суперкубок Жоао Авеланжа) — второй по значимости турнир в Южной Америке с 1988 по 1997 год; принимали участие все клубы, ранее побеждавшие в Кубке Либертадорес.
- Кубок КОНМЕБОЛ — третий по значимости турнир в Южной Америке в 1992—1999 годах; участвовали команды, не попавшие в главные континентальные соревнования; в 1998—1999 годах проводился параллельно с кубками Мерконорте и Меркосур.
- Кубок Меркосур — региональный турнир для южных стран континента (Аргентина, Бразилия, Парагвай, Уругвай, Чили), проводился среди наиболее популярных клубов региона в 1998—2001 годах.
- Кубок Мерконорте — региональный турнир для северных стран континента (Боливия, Венесуэла, Колумбия, Перу, Эквадор; в 2000 году приглашались клубы из Мексики и Коста-Рики, в 2001 — из Мексики и США), проводился среди наиболее популярных клубов региона в 1998—2001 годах.

Под эгидой КОНМЕБОЛ в прошлом проводились и другие турниры (Золотой Кубок, Кубок обладателей Суперкубка Либертадорес, Кубок обладателей Кубка КОНМЕБОЛ), своеобразные «суперкубки», турниры среди победителей других турниров, они были нерегулярными, в них принимало участие небольшое количество команд, носили они, в первую очередь, выставочный характер, не обладая статусом, сопоставимым с основными клубными соревнованиями континентальной футбольной Конфедерации.
Чаще всего в четырёх упразднённых турнирах побеждали бразильские специалисты — 11 раз, второе место занимают аргентинцы с девятью победами. Эта цифра примерно соответствует количеству титулов бразильских и аргентинских клубов, за исключением победы «Сан-Лоренсо» в Кубке Меркосур 2001 года, когда аргентинскую команду к трофею привёл чилийский специалист Мануэль Пеллегрини.
Ещё одним зарубежным специалистом-победителем стал уругваец Луис Кубилья, который привёл парагвайскую «Олимпию» к победе в Суперкубке Либертадорес в 1990 году. Только ему и бразильцу Теле Сантане (в 1993 году) удалось за один календарный год выиграть сразу два наиболее престижных клубных турнира в Южной Америке — Кубок Либертадорес и Суперкубок Либертадорес. По этой причине континентальный аналог суперкубка (в традиционном понимании этого понятия), Рекопу Южной Америки, в 1990 году КОНМЕБОЛ отдала «Олимпии» без дополнительных матчей, а в 1993 году пригласила для матчей против «Сан-Паулу» победителя Кубка КОНМЕБОЛ «Ботафого».
Особняком стоят тренеры-победители Кубка Мерконорте. Абсолютно все розыгрыши этого турнира выиграли колумбийские команды, возглавляемые местными специалистами. Более того, лишь эквадорскому «Эмелеку» в последнем розыгрыше удалось «разбавить» доминирование колумбийских клубов, но и он уступил «Мильонариос» в финале.
Единственный тренер, выигрывавший ныне упразднённые турниры КОНМЕБОЛ дважды, причём подряд и с разными клубами — Эмерсон Леао. В 1997 году он завоевал Кубок КОНМЕБОЛ с «Атлетико Минейро», а год спустя — с «Сантосом».

## Списки победителей

### Суперкубок Либертадорес
| Год  | Тренер                 | Клуб              | Прим.  |
| 1988 | Альфио Басиле          | Расинг Авельянеда | [ 1 ]  |
| 1989 | Карлос Аймар           | Бока Хуниорс      | [ 2 ]  |
| 1990 | Луис Кубилья           | Олимпия           | [ 3 ]  |
| 1991 | Энио Андраде           | Крузейро          | [ 4 ]  |
| 1992 | Жаир Перейра           | Крузейро          | [ 5 ]  |
| 1993 | Теле Сантана           | Сан-Паулу         | [ 6 ]  |
| 1994 | Мигель Анхель Бриндиси | Индепендьенте     | [ 7 ]  |
| 1995 | Мигель Анхель Лопес    | Индепендьенте     | [ 8 ]  |
| 1996 | Освальдо Пиацца        | Велес Сарсфилд    | [ 9 ]  |
| 1997 | Рамон Диас             | Ривер Плейт       | [ 10 ] |

### Кубок КОНМЕБОЛ
| Год  | Тренер                | Клуб             | Прим.  |
| 1992 | Прокопио Кардозо      | Атлетико Минейро | [ 11 ] |
| 1993 | Карлос Алберто Торрес | Ботафого         | [ 12 ] |
| 1994 | Муриси Рамальо        | Сан-Паулу        | [ 13 ] |
| 1995 | Анхель Тулио Соф      | Росарио Сентраль | [ 14 ] |
| 1996 | Эктор Купер           | Ланус            | [ 15 ] |
| 1997 | Эмерсон Леао          | Атлетико Минейро | [ 16 ] |
| 1998 | Эмерсон Леао          | Сантос           | [ 17 ] |
| 1999 | Рикардо Гарека        | Тальерес Кордова | [ 18 ] |

### Кубок Меркосур
| Год  | Тренер              | Клуб          | Прим.  |
| 1998 | Луис Фелипе Сколари | Палмейрас     | [ 19 ] |
| 1999 | Карлиньос           | Фламенго      | [ 20 ] |
| 2000 | Освалдо де Оливейра | Васко да Гама | [ 21 ] |
| 2001 | Мануэль Пеллегрини  | Сан-Лоренсо   | [ 22 ] |

### Кубок Мерконорте
| Год  | Тренер               | Клуб               | Прим.  |
| 1998 | Габриэль Хайме Гомес | Атлетико Насьональ | [ 23 ] |
| 1999 | Хайме де ла Пава     | Америка Кали       | [ 24 ] |
| 2000 | Карлос Наваррете     | Атлетико Насьональ | [ 25 ] |
| 2001 | Луис Аугусто Гарсия  | Мильонариос        | [ 26 ] |

## Главные тренеры по странам
| Страна    | Количество побед |
| Аргентина | 6                |
| Бразилия  | 3                |
| Уругвай   | 1                |

| Страна    | Количество побед |
| Бразилия  | 5                |
| Аргентина | 3                |

| Страна   | Количество побед |
| Бразилия | 3                |
| Чили     | 1                |

| Страна   | Количество побед |
| Колумбия | 4                |

### Итого титулов
| Страна    | Количество побед |
| Бразилия  | 11               |
| Аргентина | 9                |
| Колумбия  | 4                |
| Уругвай   | 1                |
| Чили      | 1                |